# Источно-Ново-Сараево
Источно-Ново-Сараево (серб. Општина Источно Ново Сарајево, дословно: Восточное Ново-Сараево) —  одна из 6-ти общин (муниципалитетов), составляющих Град (городской округ) Источно-Сараево в Республике Сербской в составе Боснии и Герцеговины. Центр (ядро) общины находится в городе Лукавица.

## Население
Численность населения общины по переписи 2013 года составила 11 477 человек, в том числе в городе Лукавица — 8557 человек.
Этнический состав населения общины Источно-Ново-Сараево по переписи 1991 года 
 (община Ново-Сараево без части собственно города Сараево, то есть 7 нп)
| Население общины Источно-Ново-Сараево |                |
| год переписи                          | 1991           |
| Сербы                                 | 3604 (85,87 %) |
| Боснийцы-мусульмане                   | 413 (9,84 %)   |
| Хорваты                               | 34 (0,81 %)    |
| Югославы                              | 73 (1,74 %)    |
| не указывали или неизвестна           | 73 (1,74 %)    |
| всего                                 | 4197           |

## Населённые пункты
В состав общины входит 8 населённых пунктов, в том числе город Лукавица.
Список населённых пунктов общины с численностью населения по переписям 1991 и 2013 годов, чел.:
|   | нас. пункт                   | серб.                        | босн.                      | 1991   | 2013   |
| - | ---------------------------- | ---------------------------- | -------------------------- | ------ | ------ |
| 1 | Клек                         | Клек                         | Klek                       | 178    | 149    |
| 2 | Козаревичи                   | Козаревићи                   | Kozarevići                 | 328    | 429    |
| 3 | Лукавица                     | Лукавица                     | Lukavica                   | 1848   | 8557   |
| 4 | Милевичи                     | Миљевићи                     | Miljevići                  | 1045   | 1309   |
| 5 | Петровичи                    | Петровићи                    | Petrovići                  | 240    | 259    |
| 6 | Тврдимичи                    | Тврдимићи                    | Tvrdimići                  | 47     | 18     |
| 7 | Топлик                       | Топлик                       | Toplik                     | 511    | 672    |
| 8 | Сараево — часть Ново-Сараево | Сарајево- Дио Новог Сарајева | Sarajevo (dio nas. mjesta) | 90 892 | 84     |
|   | всего                        | укупно                       |                            | 95 089 | 11 477 |

## История
До боснийской войны в БиГ существовала единая община Сараево-Ново-Сараево (Ново-Сараево) в составе города Сараево. По Дейтонским соглашениям 1995 года меньшая часть её территории отошла к ФБиГ (в том числе большая часть собственно городской части Сараево-Ново-Сараево, без прочих нп), сформировав одноимённую прежней общину (см. Ново-Сараево) в ФБиГ. Меньшая (восточная) часть собственно Сараево-Ново-Сараево и все 6 остальных населённых пунктов отошли к Республике Сербской и составили новую общину Источна-Ново-Сараево (Восточное Ново-Сараево).